# Вельгус, Станислав
Стани́слав Войцех Ве́льгус (пол. Stanisław Wojciech Wielgus; род. 23 апреля 1939, Вежховиска) — польский католический священнослужитель (архиепископ Варшавский), учёный.

## Биография
Доктор философии с 1972, доктор хабилитированный в 1980, профессор с 1989. Ректор Люблинского католического университета в 1989—1998.
Епископ Плоцкий в 1999—2006 годах. Назначен архиепископом Варшавским 6 декабря 2006, принял должность 5 января 2007. Ингрес был запланирован на 7 января 2007, но Вельгус отказался от церемонии, а затем и от должности.
Подозревался в сотрудничестве с польскими спецслужбами в коммунистический период, в том числе в доносах на коллег из Люблинского католического университета.
Девиз: Aeternae Sapientiae et Caritati.
Почётный гражданин г. Пултуска.